# Strmenica
Strmenica (izvirno srbsko Стрменица) je naselje v Srbiji, ki upravno spada pod Občino Aleksandrovac; slednja pa je del Rasinskega upravnega okraja.

## Demografija
V naselju živi 169 polnoletnih prebivalcev, pri čemer je njihova povprečna starost 48,2 let (46,0 pri moških in 49,9 pri ženskah). Naselje ima 72 gospodinjstev, pri čemer je povprečno število članov na gospodinjstvo 2,69.
|  |

| Demografija | Demografija     | Demografija     |
| Leto        | Št. prebivalcev | Št. prebivalcev |
| ----------- | --------------- | --------------- |
|             |                 |                 |
|             |                 |                 |
|             |                 |                 |
|             |                 |                 |
| 1948        | 491             |                 |
| 1953        | 799             |                 |
| 1961        | 584             |                 |
| 1971        | 473             |                 |
| 1981        | 360             |                 |
| 1991        | 270             | 270             |
| 2002        | 194             | 194             |
|             |                 |                 |

| Etnična sestava po popisu iz leta 2002 | Etnična sestava po popisu iz leta 2002 | Etnična sestava po popisu iz leta 2002 | Etnična sestava po popisu iz leta 2002 | Etnična sestava po popisu iz leta 2002 |
| -------------------------------------- | -------------------------------------- | -------------------------------------- | -------------------------------------- | -------------------------------------- |
| Srbi                                   | Srbi                                   |                                        | 194                                    | 100,0%                                 |
| Neznano                                | Neznano                                |                                        | 0                                      | 0,0%                                   |